# العلاقات الرواندية اللبنانية
العلاقات الرواندية اللبنانية هي العلاقات الثنائية التي تجمع بين رواندا ولبنان.

## مقارنة بين البلدين
هذه مقارنة عامة ومرجعية للدولتين:
| وجه المقارنة                                              | رواندا                                        | لبنان                                                                |
| --------------------------------------------------------- | --------------------------------------------- | -------------------------------------------------------------------- |
| المساحة (كم2)                                             | 26.34 ألف                                     | 10.45 ألف                                                            |
| عدد السكان (نسمة)                                         | 12.21 مليون                                   | 6.10 مليون                                                           |
| الكثافة السكانية (ن./كم²)                                 | 463.55                                        | 583.73                                                               |
| العاصمة                                                   | كيغالي                                        | بيروت                                                                |
| اللغة الرسمية                                             | اللغة الكينيارواندا، لغة إنجليزية، لغة فرنسية | اللغة العربية، لغة فرنسية                                            |
| العملة                                                    | فرنك رواندي                                   | ليرة لبنانية                                                         |
| الناتج المحلي الإجمالي (بليون دولار)                      | 9.14 مليار                                    | 51.84 مليار                                                          |
| الناتج المحلي الإجمالي (تعادل القوة الشرائية) بليون دولار | 20.46 مليار                                   | 81.54 مليار                                                          |
| الناتج المحلي الإجمالي الاسمي للفرد دولار أمريكي          | 697                                           | 8.05 ألف                                                             |
| الناتج المحلي الإجمالي للفرد دولار أمريكي                 | 1.66 ألف                                      | 17.46 ألف                                                            |
| مؤشر التنمية البشرية                                      | 0.483                                         | 0.769                                                                |
| رمز المكالمات الدولي                                      | +250                                          | +961                                                                 |
| رمز الإنترنت                                              | .rw                                           | .lb                                                                  |
| المنطقة الزمنية                                           | ت ع م+02:00                                   | ت ع م+02:00، ت ع م+03:00، توقيت شرق أوروبا، توقيت شرق أوروبا الصيفي ‏ |

## منظمات دولية مشتركة
يشترك البلدان في عضوية مجموعة من المنظمات الدولية، منها:
| علم المنظمة | اسم المنظمة                               | تاريخ انضمام رواندا | تاريخ انضمام لبنان |
| ----------- | ----------------------------------------- | ------------------- | ------------------ |
|             | مؤسسة التنمية الدولية                     | 30 سبتمبر 1963      | 10 أبريل 1962      |
|             | يونسكو                                    | 7 نوفمبر 1962       | 4 نوفمبر 1946      |
|             | وكالة ضمان الاستثمار متعدد الأطراف        | 27 سبتمبر 2002      | 19 أكتوبر 1994     |
|             | الأمم المتحدة                             | 18 سبتمبر 1962      | 24 أكتوبر 1945     |
|             | الاتحاد البريدي العالمي                   | ?                   | ?                  |
|             | البنك الدولي للإنشاء والتعمير             | 30 سبتمبر 1963      | 14 أبريل 1947      |
|             | الاتحاد الدولي للاتصالات                  | 12 ديسمبر 1962      | 12 يناير 1924      |
|             | منظمة حظر الأسلحة الكيميائية              | ?                   | ?                  |
|             | مؤسسة التمويل الدولية                     | 6 نوفمبر 1975       | 28 ديسمبر 1956     |
|             | المركز الدولي لتسوية المنازعات الاستشارية | 14 نوفمبر 1979      | 25 أبريل 2003      |
|             | منظمة الشرطة الجنائية الدولية             | ?                   | ?                  |

## وصلات خارجية
- موقع وزارة الخارجية الرواندية